# Saint-Georges-de-Longuepierre

Saint-Georges-de-Longuepierre este o comună în departamentul Charente-Maritime, Franța. În 1 ianuarie 2022 avea o populație de 235 de locuitori.